# Bembecia kaszabi
Bembecia kaszabi is een vlinder uit de familie wespvlinders (Sesiidae), onderfamilie Sesiinae.
Bembecia kaszabi is voor het eerst wetenschappelijk beschreven door Capuse in 1973. De soort komt voor in het Palearctisch gebied.